# جيني ويلسون
جيني ويلسون (بالسويدية: Jenny Wilson)‏ هي كاتبة غنائية ومغنية سويدية، ولدت في 23 أكتوبر 1975 في بليكينج في السويد.

## وصلات خارجية
- الموقع الرسمي
- جيني ويلسون على موقع IMDb (الإنجليزية)
- جيني ويلسون على موقع ميوزك برينز (الإنجليزية)
- جيني ويلسون على موقع قاعدة بيانات الأفلام السويدية (السويدية)
- جيني ويلسون على موقع أول ميوزيك (الإنجليزية)
- جيني ويلسون على موقع ديسكوغز (الإنجليزية)
- جيني ويلسون على موقع قاعدة بيانات الفيلم (الإنجليزية)
- جيني ويلسون على موقع كينوبويسك (الروسية)